# RŽD-Baureihe Э5К
Die RŽD-Baureihe Э5К (deutsche Transkription E5K) der Russischen Eisenbahnen (RŽD) ist eine Baureihe vierachsiger Elektrolokomotiven pro Sektion für den Betrieb für Güterzüge auf Magistralen mit Wechselstrom 25 kV 50 Hz. Sie wurden von 2004 an als Ersatz für die Lokomotiven der Reihen ВЛ60 und ВЛ80 entwickelt und hergestellt. Unterschiedliche Modifikationen mit der Bezeichnung 2ЭC5К, 3ЭC5К und 4ЭC5К bezeichnen Mehrsektionsvarianten, wobei die Anzahl der Sektionen der Vornummer entspricht. Die Elektrolokomotive 4ЭC5К (gebaut 2014) ist mit einer Stundenleistung von 13.120 kW die derzeit leistungsstärkste Lokomotive der Welt.

## Geschichte
Die Lokomotive wurde in einer Modellreihe mit variabler Anzahl von Sektionen als Ersatz für die in den 1960er Jahren gebauten Lokomotiven der Elektrolokomotivenfabrik Nowotscherkassk entwickelt. In der Grundversion besitzt sie die Achsfolge Bo' Bo'. Ausgearbeitet wurde ihre Konstruktion von dem Gesamt-russischen wissenschaftlichen Forschungs- und Entwicklungsinstitut für Elektrolokomotiven (ВЭлНИИ [WELNII]) in Nowotscherkassk, das auch Teil der Elektrolokomotivenfabrik Nowotscherkassk ist; die Fertigung geschah und geschieht auch weiterhin bei der Transmashholding. Die Nachsilbe K in der Benennung gibt an, dass alle Lokomotiven der Modellreihe noch mit Traktionsfahrmotoren in Gleichstrom-Ausführung hergestellt sind.

## Э5К
Die Einsektionsvariante Э5К ist bestimmt für die Ausführung von leichten Transportaufgaben. Gleichfalls ist sie für die Führung von Vorortzügen gedacht, als Ersatz für ausgefallene Elektrotriebwagen.
Die Elektrolokomotive ist mit einem stählernen Kasten in Waggon-Type mit Hauptrahmen hergestellt, auf diesem ist eine Lokführerkabine aus Kunststoff und einem Satz Ausrüstung aufgestellt. Der Fahrzeugteil ist ausgeführt mit der stützenden Achsen-Aufhängung mit der Motorachsenlagerung, ausgeführt als Tatzlager-Antrieb. Bei der Elektrolokomotive sind vervollkommnete Traktions-Elektrofahrmotoren vom Typ НБ-514Б (NB-514B) und eine elektrische Rekuperationsbremse verwendet worden, gleichzeitig besorgt ein Mikroprozessorsystem der Verwaltung eine Hand- und automatische Steuerung der Bewegung der Lokomotive und die Diagnostik der Parameter der Bewegung und Arbeit aller Ausstattungen der Elektrolokomotive.
In der Lokomotive sind folgende Systeme der Überwachung der Arbeit des Lokführers installiert: КЛУБ (KLUB), САУТ-ZM/485 (SAUT-ZM/485) und ТСКБМ (TSKBM). Die Konstruktion der Kabinen, eingerichtet mit thermoelektrischen Klimaanlagen und Heizungen, sorgt für eine bedeutende Verbesserung der Arbeitsbedingungen der Lokmannschaft. Außerdem ist die Lokomotive mit Kühlanlagen und sanitärtechnischen Ausrüstungen ausgestattet.
Die elektrische Ausrüstung der Lokomotive ist ähnlich der der ВЛ85, auf deren Basis die Lokomotive geschaffen wurde. Von der ВЛ85 unterschied sie sich lediglich in technischen Anwendungen, die schon an den Elektrolokomotiven der Familie ЭП1 erprobt wurden, wie wirtschaftlichere Systeme der Belüftung, Steuerung der elektrischen Motoren der Hilfsmaschinen und Möglichkeiten der Arbeit bei niedrigen Umdrehungen sowie die Anwendung eines Mikroprozessorsystemes der Verwaltung und Diagnostik.
Vierachsige Elektrolokomotiven waren bei den Eisenbahnen der ehemaligen UdSSR schon immer eher selten ausgeführt. Die Anzahl der vierachsigen Elektrolokomotiven, welche aus zwei Zweisektions-Elektrolokomotiven umgearbeitet wurden;
- ВЛ40У – eine Einsektionsvariante für Wechselstrom, die aus den ВЛ80T oder ВЛ80C in vierachsige Lokomotiven mit zwei Führerständen umgeändert wurden.

- ВЛ40 – eine Elektrolokomotive für Wechselstrom mit Gruppen-Antrieb, die in zwei Exemplaren hergestellt wurde, die Serie wurde nicht verwirklicht.

- 4E10 der Eisenbahn in Georgien für Gleichstrom, sie wurde in fünfzehn Exemplaren auf der Grundlage der ВЛ10 oder ВЛ11 hergestellt.

- 4E1 der Eisenbahn in Georgien für Gleichstrom, sie wurde in zwei Exemplaren auf der Grundlage der ВЛ15 und SŽD-Baureihe Э13 geschaffen.

## 2ЭC5К

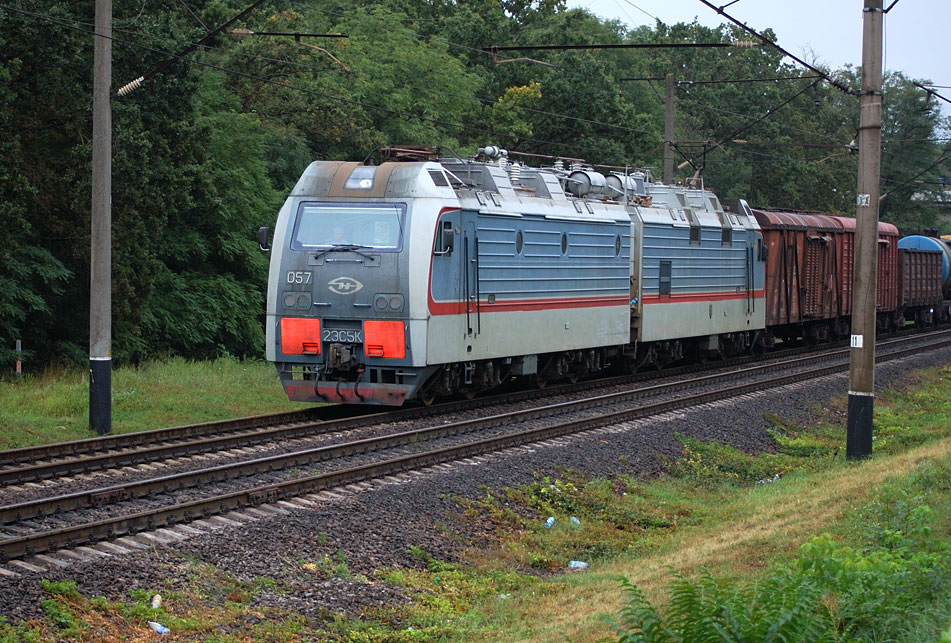
Foto der 2ЭС5К-057 bei Odessa

Der Index С in der Bezeichnung deutet auf das Wort Sektionen hin, das heißt, dass die Lokomotive über das System der Vielfachsteuerung arbeitet. Die Ziffer 2 bezeichnet die Anzahl der Sektionen.
Die Lokomotive besteht also aus zwei einheitlichen Sektionen, jede von ihnen besitzt an der Stirnseite einen Führerstand und an der Rückseite einen Zwischensektions-Übergang. Die Masse der Elektrolokomotive beträgt 192 t, die Länge über die SA-3 (Mittelpufferkupplung) beträgt 35.004 mm. Der mechanische Teil der Lokomotive 2ЭС5К ist identisch mit dem der bei der Elektrolokomotivenfabrik Nowotscherkassk ab 2006 hergestellten Güterzuglokomotive für Gleichstrom 2ЭС4К.

## 3ЭC5К

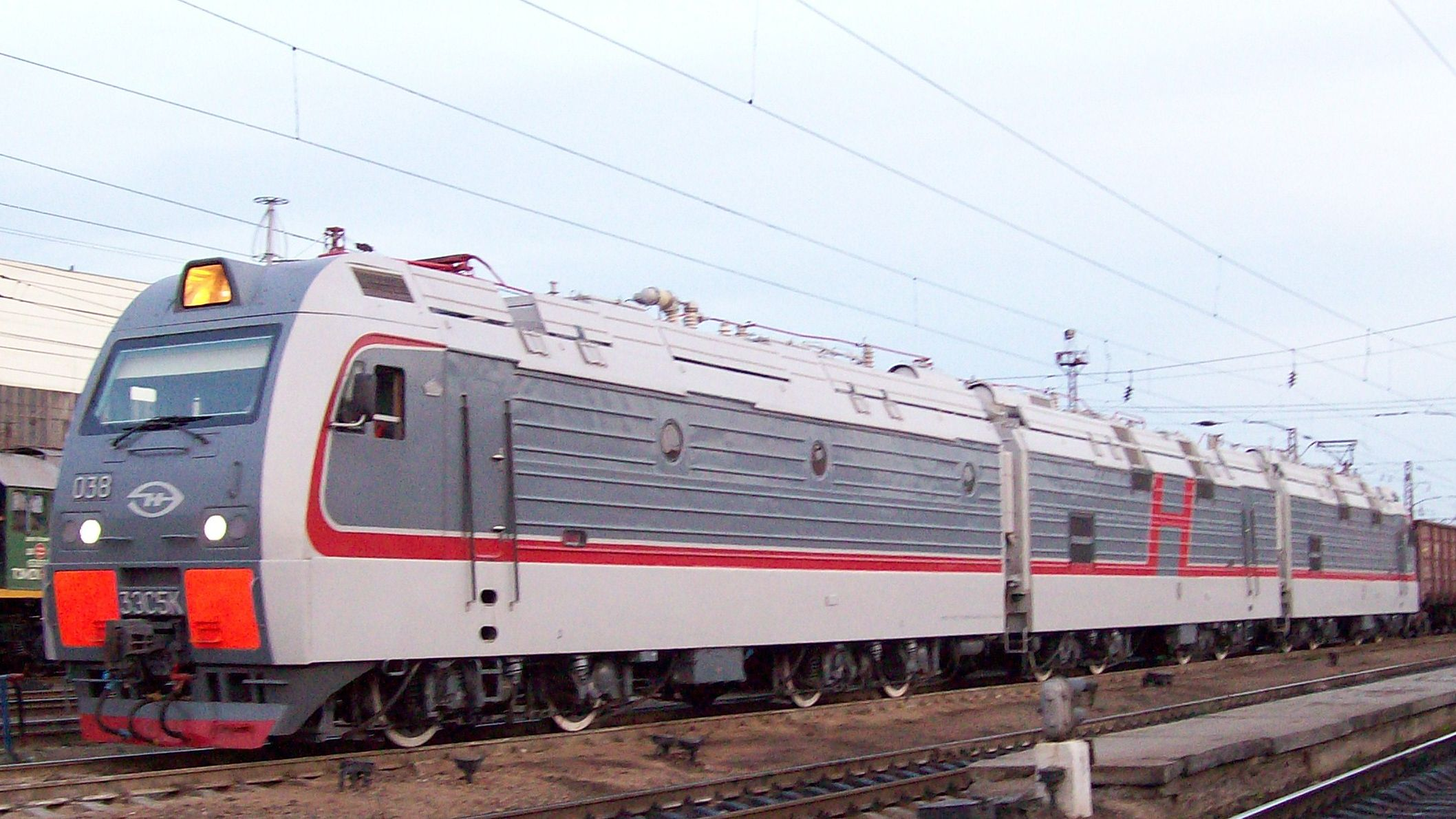
Foto der 3ЭС5К-038 bei Ussurijsk

2007 wurde eine Hilfssektion für die bisherigen Lokomotiven hergestellt, mit deren Einreihung sich die Leistung der 2ЭС5К um das 1,5fache steigern ließ. Die so entstandene Lokomotive 3ЭС5К wurde für den Transport von überschweren Zügen oder Arbeiten auf Eisenbahnabschnitten mit bedeutenden Steigungen verwendet. In der Funktion unterschied sich die Mittelsektion nicht von den übrigen Sektionen, bis auf den Austausch des Führerstandes durch einen zusätzlichen Zwischensektionsübergang, wodurch ein bequemes Arbeiten der Lokführerbrigade im Vergleich mit den ВЛ80C und ВЛ80P möglich war, die auch als 3-Sektions-Einheit arbeiteten. Ursprünglich erhielten die Lokomotiven mit drei Sektionen die Bezeichnung 2ЭС5КБ (2ES5KB), später wurde die Serie umbenannt in 3ЭC5К.

## 4ЭC5К
Anfang August 2014 präsentierte die Transmashholding eine 4-Sektions-Variante der Reihe mit zwei Hilfssektionen und Motor-Achsen-Lagerung-Ausführung. Die Lokomotive ist für die Führung von schwersten Zügen auf kompliziertesten Abschnitten der BAM vorgesehen. Durch die Anzahl von vier Sektionen erreicht die Lokomotive eine Stundenleistung von 13.120 kW und damit den inoffiziellen Rekord in der Welt des Lokomotivbaues. 4ЭC5К besitzt die Achsfolge Bo’Bo’ + Bo’Bo’ + Bo’Bo’ + Bo’Bo’ und hat 16 Achsen. Weitere Meilensteine der leistungsstärksten Elektrolokomotiven für Wechselstrom sind:
- SŽD-Baureihe ВЛ85 – diese zwölfachsige Zweisektionslokomotive für Wechselstrom mit einer Stundenleistung bis 10.020 kW steht für die leistungsfähigste Elektrolokomotive der Welt mit Massenfertigung.

- SŽD-Baureihe ВЛ86Ф – diese zwölfachsige Zweisektionslokomotive für Wechselstrom besitzt eine Stundenleistung von 11.400 kW, sie wurde allerdings nicht in Serie gebaut
- MTAB IORE der LKAB Malmtrafik AB ist ebenso eine zwölfachsige Zweisektions-Güterzug-Elektrolokomotive mit einer Stundenleistung von 10.800 kW, diese Lokomotive besitzt jedoch dreiachsige Drehgestelle.

## Bilder

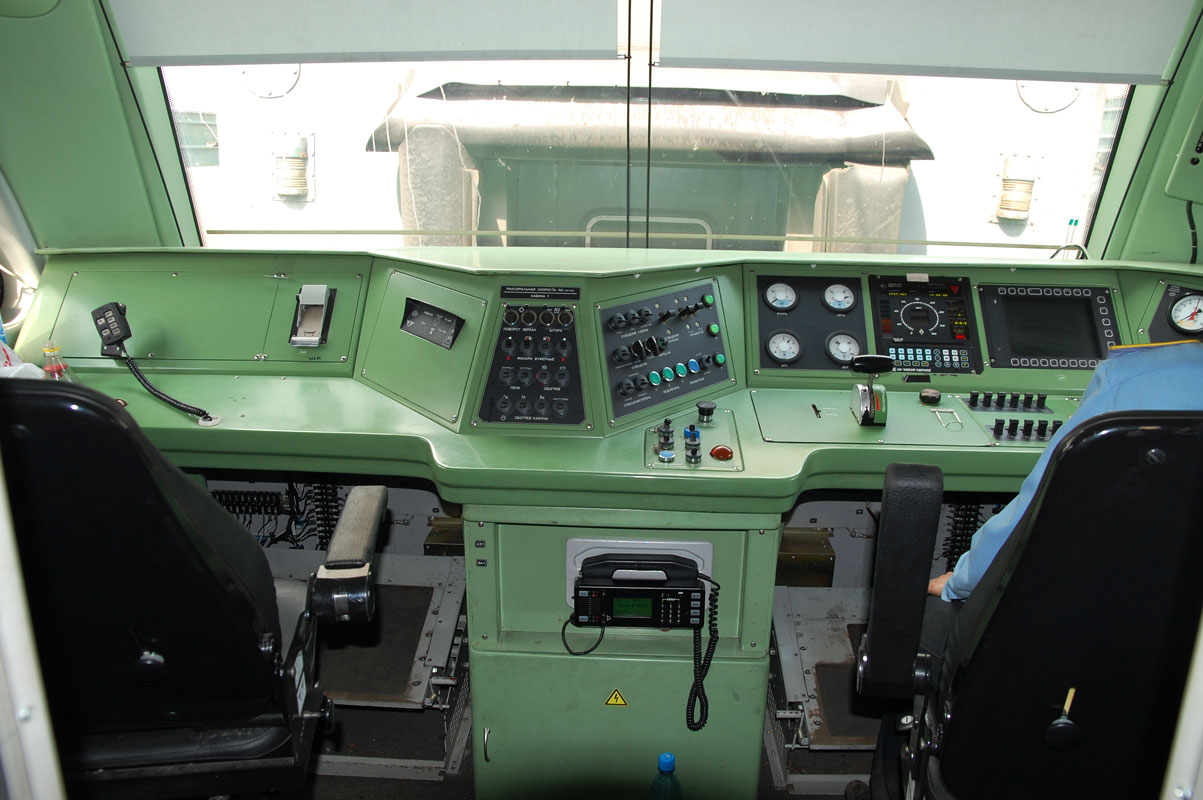
Führerstand der Lokomotiven der Familie ЭП1M, einheitlich gestaltet mit denen der Э5КModellreihe
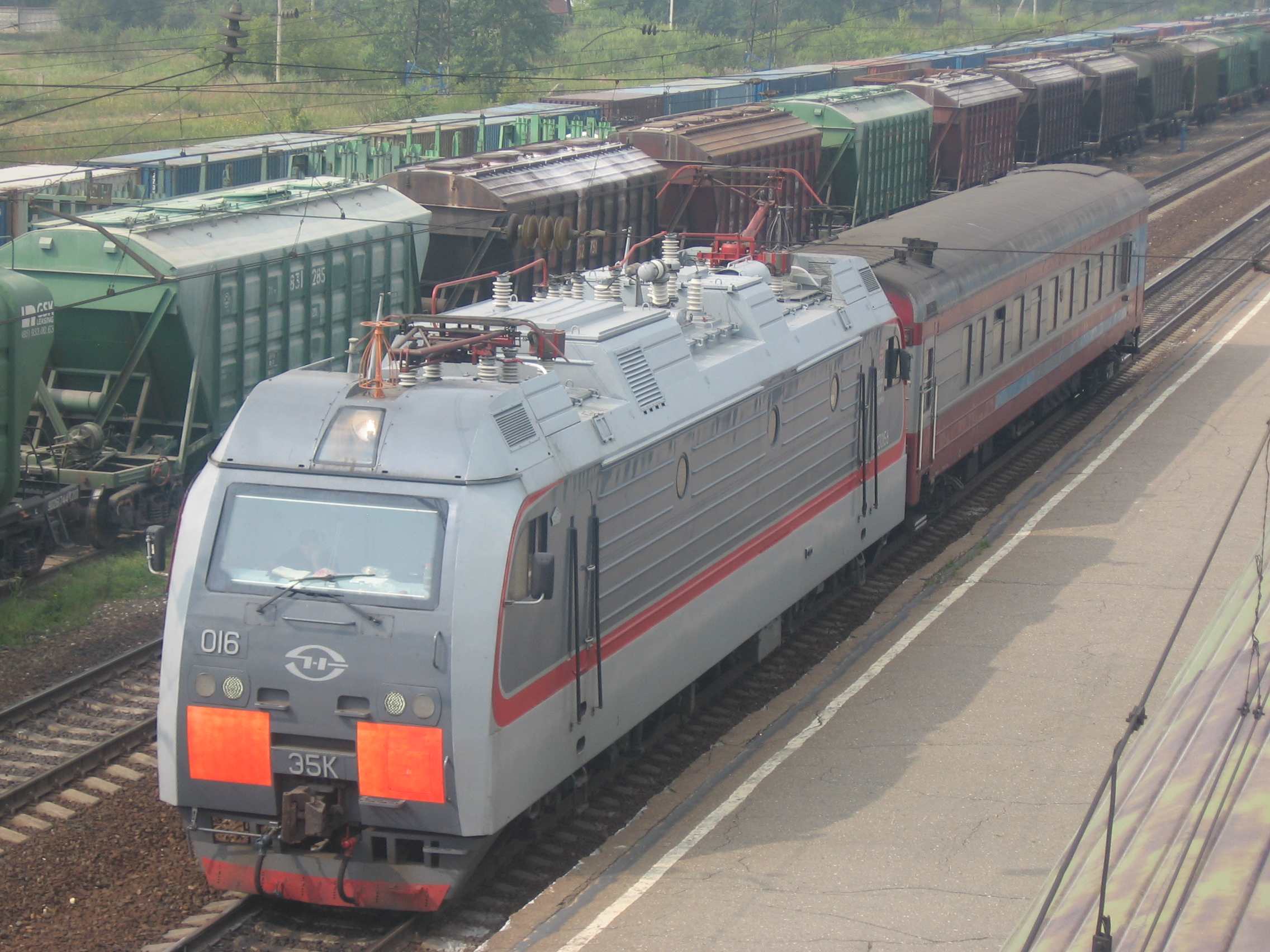
Э5К.016, Ansicht von oben
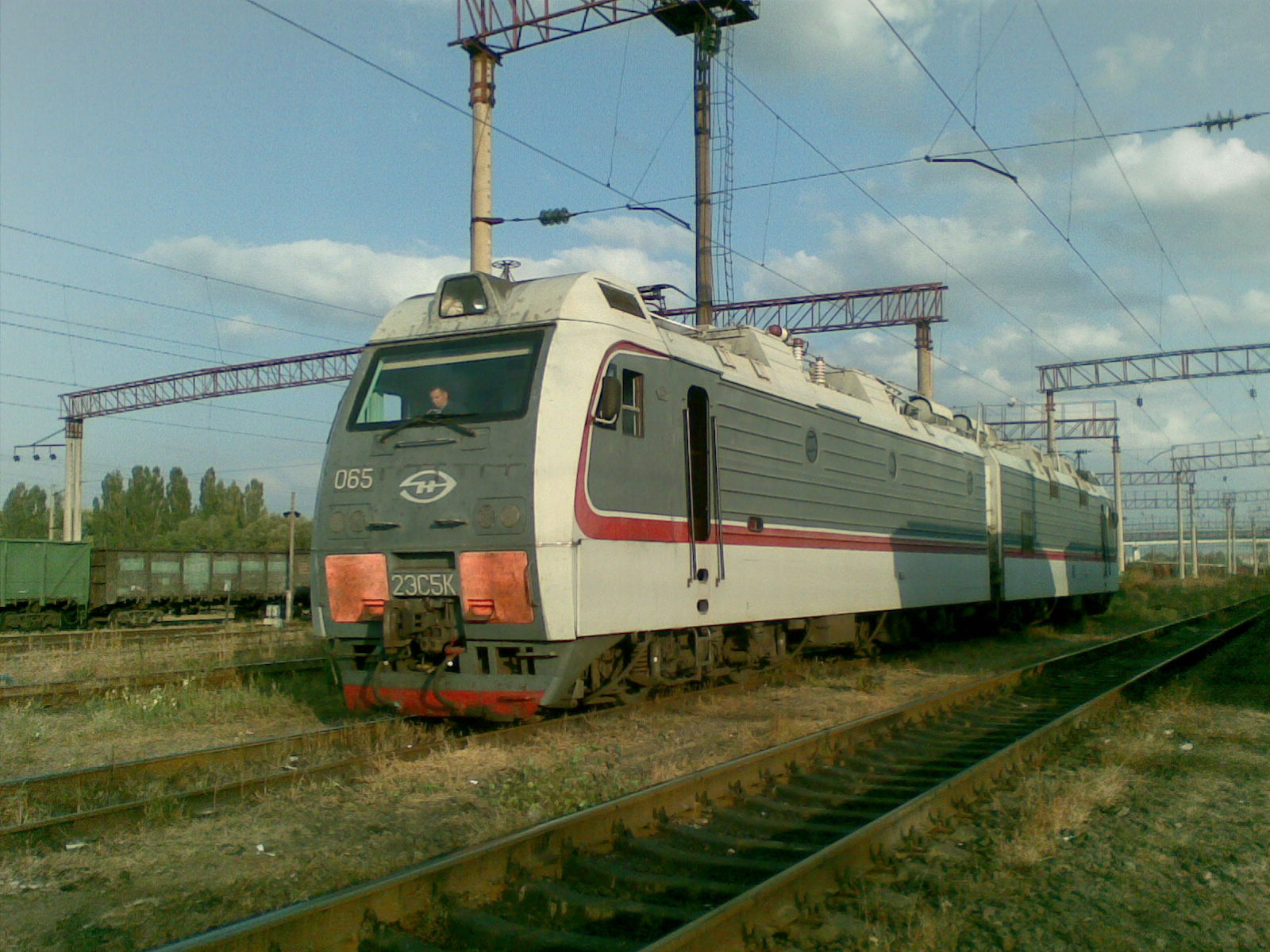
2ЭC5К.065
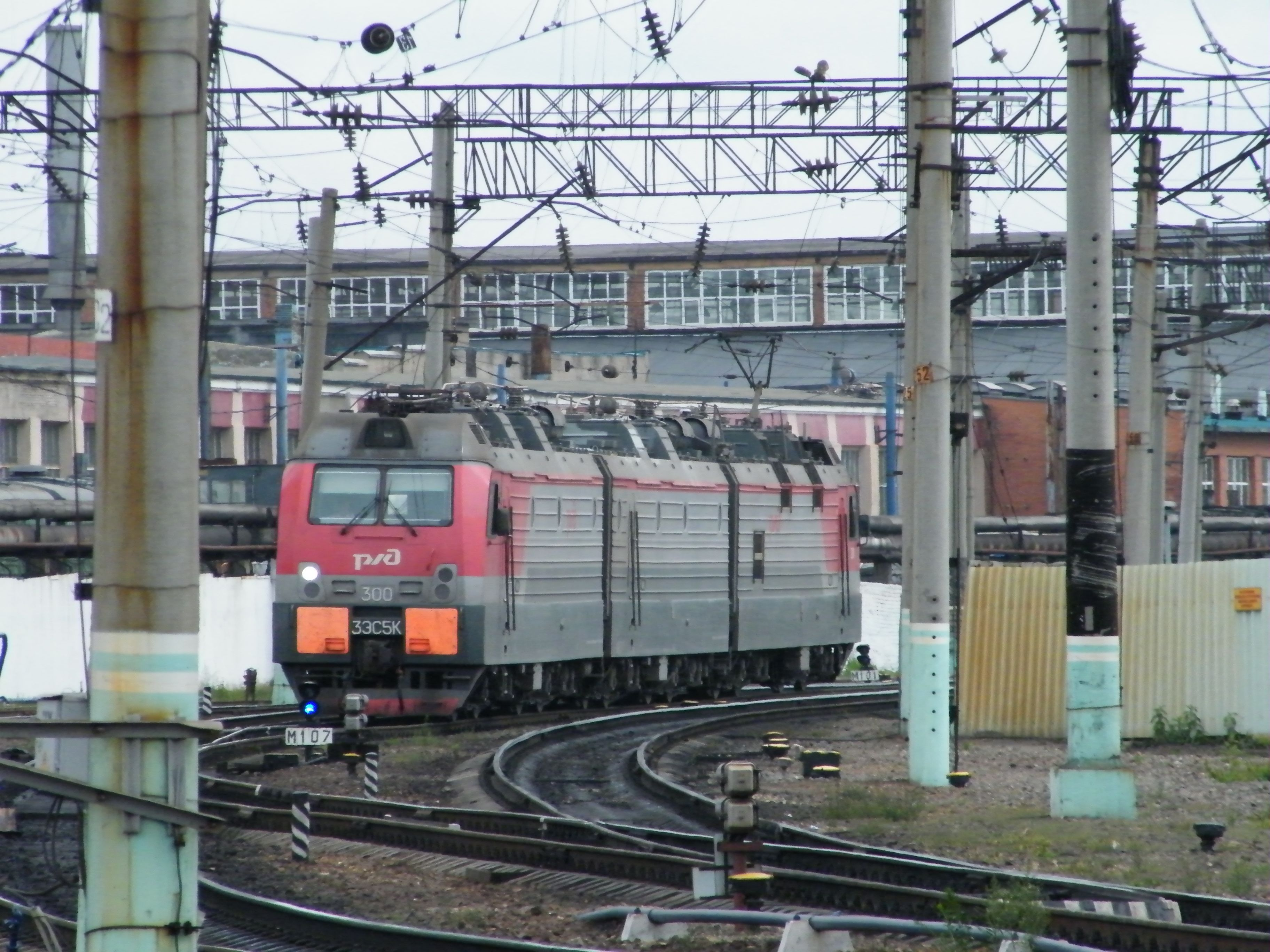
3ЭC5К.300 im Depot Ussurijsk
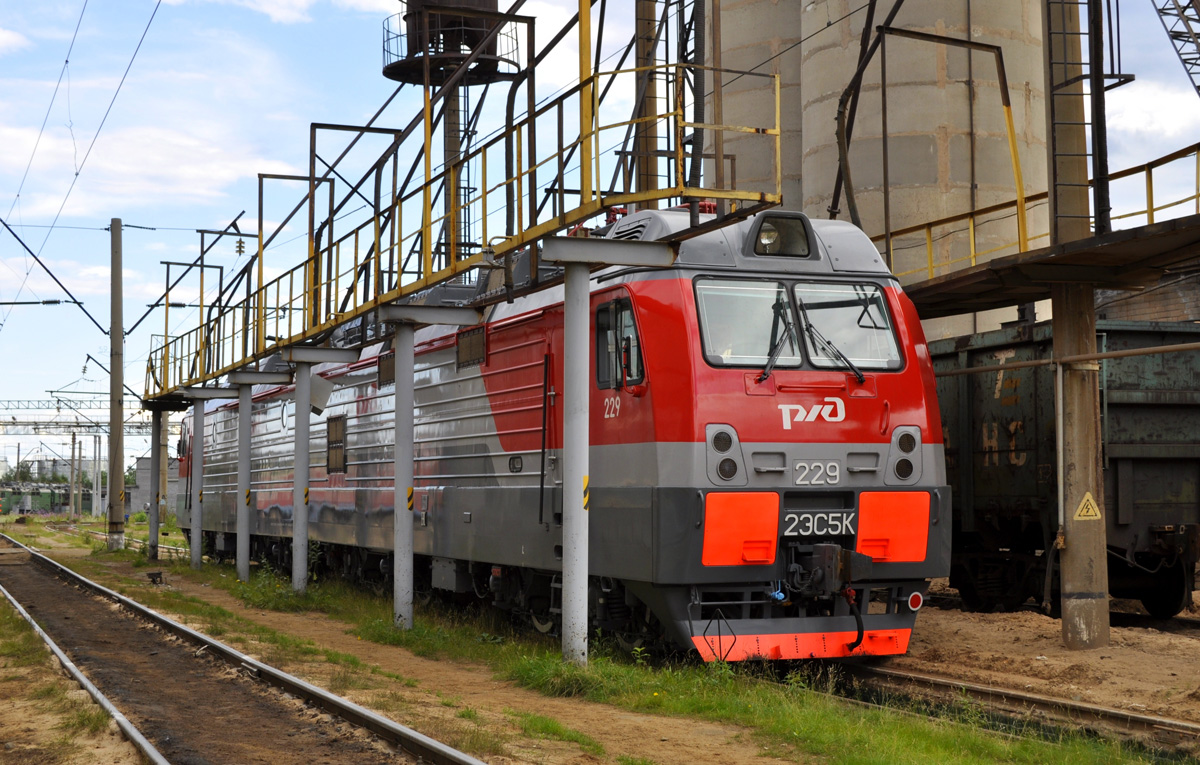
2ЭС5К.229 in Kandalakscha